# Louis Artigou
Pas d'image ? Cliquez ici

a Compétitions nationales et continentales officielles uniquement.

Louis Artigou, né le 14 décembre 1887 à Laruns (Basses-Pyrénées) et décédé le 21 juin 1962 à Aste-Béon (Basses-Pyrénées), est un joueur français de rugby à XV évoluant au poste de pilier avec la Section paloise et le 18e RI.
Il remporte le Championnat de France militaire de ski de fond en 1920.

## Biographie

### Jeunesse et formation
Louis Artigou naît le 14 décembre 1887 à Laruns. Sa mère, née Catherine Casadebaig est fileuse de laine aux Eaux-Bonnes et est originaire de Monplaisir, à Laruns.
Artigou grandit en Vallée d'Ossau, en Béarn. Avant de commencer le rugby à XV, Artigou pratique le ski, remportant le Championnat de France militaire de ski de fond en 1920,. 
Il est cafetier de profession.

### En club
En 1912, Louis Artigou fait partie de l'équipe du 18e RI qui atteint les demi-finales du championnat militaire. C'est à ce moment que Charles Lagarde le remarque, parmi les Daran, Espelette, Lamouret, Cazajous, Bonnemort, Berges, Rieu, et Goyenetche.
En 1919, il est convoqué lors d'un match de pré-sélection de l'Équipe de France de rugby à XV à Perpignan, évoluant avec l'équipe du « Reste de la France ». Enfin, il est remplaçant lors d'un match entre l'Armée britannique et l'Armée française en 1920 au Parc des Princes.
Il est finaliste militaire en 1920 avec le 18e RI
À ses débuts avec la Section paloise, Artigou évolue avec l'équipe réserve. Il fait ses débuts en équipe première sous le capitanat de Tom Potter.
Artigou participe à la reconstruction du club sectionniste après la Première Guerre mondiale et met un terme à sa carrière en 1927, continuant néanmoins d'évoluer avec les vétérans.

## Première Guerre mondiale
Artigou est engagé sur le front pendant la guerre, et se distingue lors de la Bataille du Chemin des Dames.

## Vie privée
Son fils Pierre-Victor Artigou (1922-1945) meurt en déportation au camp de concentration de Dora.